# Иероним (Шо)
Епископ Иероним (англ. Bishop Jerome, в миру Джон (Иоанн) Роберт Шо, англ. John Robert Shaw; род. 21 декабря 1946, Уотербери, Коннектикут) — архиерей Русской православной церкви заграницей на покое; с 2008 по 2013 год — епископ Манхеттенский, викарий Восточно-Американской епархии, в 2011—2013 годах — помощник первоиерарха РПЦЗ по управлению общинами западного обряда. Американский славист и богослов. Полиглот: по собственному признанию, «всего за свою жизнь начинал изучать 41 иностранный язык».
Тезоименитство — 15/28 июня (блаженного Иеронима Стридонского).

## Биография
Его семья, исповедовавшая англиканство, принадлежала к «старым американцам» с британскими корнями. Внучатый племянник известного писателя Бернарда Шоу. Вырос в регионе Новая Англия, США.
Заинтересовавшись языками в раннем возрасте, он начал изучать русский и греческий с 14 лет. К 16 годам его интерес перерос в серьёзный поиск Истины, он стал читать все, что мог найти о Православии, и обнаружил, что один из его одноклассников, Димитрий Римский, происходил из православной семьи. Отец Дмитрия, Фёдор, прихожанин Синодального Знаменского собора в Манхеттене, Нью-Йорк, рассказал молодому Джону о Русской Православной Церкви Заграницей и пообещал сводить на службу.
6 апреля 1963 года, в Лазареву субботу, Иоанн посетил Сергиевскую часовню в Саутбери, штат Коннектикут, где встретил Дмитрия Александрова, будущего епископа Ирийского, который взял его с собой тем же вечером на всенощное бдение в Новокоренную пустынь в Магопаке, штат Нью-Йорк. Первый опыт православного богослужения глубоко впечатлил Джона. Тем же летом он отправился в Грецию, где твёрдо решил вступить в Православную Церковь как можно скорее. Вернувшись в США, после усердного посещения служб в русской церкви в течение большей части того года, Джон 22 декабря 1963 года был принят в Православную Церковь через миропомазание.
По выпуске из школы Иоанн учился в Питтсбургском университете, где занимался русской лингвистикой с дополнительной специализацией по восточноевропейской истории. В 1968 году он выпустился с отличием и поступил в Троицкую духовную семинарию в Джорданвилле. Его послушание было у книгопечатного станка. 27 сентября 1970 года архиепископ Аверкий (Таушев) постриг его в чтецы, а в 1971 году он закончил семинарский курс.
С июня 1971 года служил помощником, переводчиком, иподиаконом и шофёром архиепископа Никона (Рклицкого). По рекомендации его духовного отца архимандрита Киприана (Пыжова) был определён ко священству.
11 апреля 1976 года в Свято-Владимирском храме-памятнике городе Джексон был рукоположен архиепископом Вашингтонским и Флоридским Никоном (Рклицким) во диакона, а 25 апреля — во иерея. Назначен священником Владимирской церкви-памятника в Джексоне, штат Нью-Джерси.
После внезапной кончины архиепископа Никона 4 сентября 1976 года, по просьбе архиепископа Серафима (Иванова) отец Иоанн был перемещён в Покровский собор в Чикаго, где служил с ноября 1976 года по март 1991 года.
В праздник Вознесения в 1984 году он был возведён во протоиерея.
С 17 марта 1991 года по 30 ноября 2008 года служил в Троицкой церкви в Милуоки, штат Висконсин.
В декабре 2003 года был участником Всезарубежного пастырского совещания. За круглым столом на тему «Русская Православная Церковь (Московский Патриархат) в годы Советской власти» поделился своим мнением о проявлении «сергианства» вне России, когда многие несогласны с какими-то явлениями церковной и приходской жизни, но молчат.
В мае 2006 года был делегатом на IV Всезарубежном Соборе от Чикагско-Детройской епархии.
В апреле 2007 года Архиерейский Синод Русской православной церкви заграницей, рассмотрев сообщение протоиерея Иоанна Шо о чинопоследовании Божественной литургии святого апостола Марка, счёл полезным напечатать это чинопоследование и благословил его совершение в храмах Русской Зарубежной Церкви.
В мае 2007 году посетил Россию с делегацией для восстановления та́инственного общения между Русской Церковью на Родине и Русской Церковью за рубежом в составе паломнической группы клириков от разных епархий РПЦЗ.
13 мая 2008 года новоизбранный первоиерарх Русской Зарубежной Церкви митрополит Иларион (Капрал) позвонил протоиерею Иоанну и предложил служить в качестве епископа. 15 мая того же года Архиерейский Собор РПЦЗ направил кандидатуру протоиерея Иоанна Шо на утверждение Священного Синоду Русской Православной Церкви, что требовалось согласно Акту о каноническом общении. 23 июня того же года Священный Синод утвердил это избрание.
5 декабря 2008 года в главном соборе Джорданвилльской обители епископом Каракасским Иоанном (Берзинем) пострижен в монашество с именем Иероним в честь блаженного Иеронима Стридонского. 7 декабря возведён в сан архимандрита епископом Кливлендским Петром (Лукьяновым).
10 декабря 2008 года в Синодальном Знаменском соборе состоялась его хиротония в епископа Манхеттенского. Хиротонию совершили епископ Монреальский и Канадский Гавриил (Чемодаков), епископ Кливленский Петр (Лукьянов) и епископ Каракасский Иоанн (Берзинь).
28 декабря 2008 года, по благословению первоиерарха РПЦЗ Митрополита Илариона, принял участие в торжествах интронизации Предстоятеля Православной Церкви в Америке Митрополита Ионы. На приёме в честь митрополита Ионы епископ Иероним огласил текст приветствия Первоиерарха Русской Зарубежной Церкви
11 апреля 2011 года «во внимание к … усердному служению и в связи с 35-летием со дня принятия священного сана» награждён памятной панагией.
18 мая 2011 года по предложению Председателя Архиерейского Собора РПЦЗ учреждено викариатство для приходов, придерживающихся западного обряда, и епископ Манхэттенский Иероним определён помощником Первоиерарха РПЦЗ по управлению этими общинами.
Возглавляемая епископом Иеронимом западнообрядная миссия стала быстро расти за счёт создания новых общин (многие из них были приняты из различных неканонических юрисдикций) и рукоположения новых клириков. Тем не менее, у многих вызывала недоумение практика рукоположение недавно принятых клириков, не прошедших должной проверки, в результате чего был принят ряд сомнительных личностей. В итоге на начало 2013 года число приходов западного обряда превысило 40, а число клириков — 50.
Резкую критику в православных кругах вызвало совершённое епископом Иеронимом групповое рукоположение клириков, что запрещает православный церковный устав. Из данных источника, близкого к Синоду, стало известно об звонке митрополиту Илариону главы Американской архиепископии Константинопольского Патриархата архиепископа Димитрия (Тракателлиса) и его заявлении, что «даже от либеральных верующих Антиохийского Патриархата такого не ждали, не то что от РПЦЗ».
10 июля 2013 года решением внеочередного Архиерейского Синода, созванного специально для обсуждения действий епископа Иеронима, за превышение своих полномочий освобождён от управления викариатством и почислен на покой с местопребыванием при Владимирском храме-памятнике 1000-летию Крещения Руси в Джексон (Нью-Джерси).
3 сентября 2016 года награждён орденом святителя Рафаила Бруклинского I-степени.
16 сентября 2022 года решением Архиерейского собора РПЦЗ включён в состав созданной тогда же комиссии для изучения вопросов, связанных с каноническим приемом раскольников.

## Публикации
статьи
- Роспись нового собора в Сан-Франциско. // Православная Русь. 1970. — № 17 (946).
- Престольный праздник у греческих старостильников. // Православная Русь. 1971. — № 15 (968).
- «Только потом будешь понимать…» (Воспоминания об архимандрите Константине Зайцеве) // Православная Русь. 1998. — № 24 (1621).
- М. Н. Игнатьев. // Православная Русь. 2000. — № 5 (1650).
- Отклик на статью «Епископ Каллистос (Уэр) придерживается еретического взгляда на книгу Бытия и сотворения мира.» // Православная Русь. 2001. — № 20 (1689).
- Речь при наречении архимандрита Иеронима (Шо) во епископа Манхеттенского (2008)
- Моя краткая автобиография (декабрь 2008) // rocorstudies.org, 16 февраля 2018
- Доклад Епископ Иеронима на Епархиальном Собрании, прочитанный 16 марта 2009 г.

Перевод на английский:
- Mitrophan, monk, How Our Departed Ones Live, And How We Shall Live After Death, 2005.
- Alypy (Gamanovich), abp., Grammar of the Church Slavonic Language, Holy Trinity Monastery, Jordanville, NY, 2007.

Перевод и редакция:
- Liturgiia Apostola Marka: The Divine Liturgy of St. Mark, 1997.
- The Greco-Slavonic Liturgy of St. Peter the Apostle, 2001.

интервью
- Епископ Манхэттенский Иероним: «Я пришёл к православию исключительно по убеждению» // «Голос Америки», 16 января 2009
- «Я давно чувствовал и чувствую себя своим среди русских» // pravoslavie.ru, 2 февраля 2009 года
- «Мистическое, таинственное Тело Иисуса Христа — это Святая Церковь, которая объединяет всех Православных всего нынешнего мира, прошлого и даже будущего.» Беседа с Епископом Манхеттенским Иеронимом, официальный сайт Восточно-Американской епархии, 22 марта 2010
- О духе соборности в РПЦЗ Епископ Манхэттенский Иероним Нью-Йорк, 9 июня 2010 // rocorstudies.org, 10 февраля 2018
- Православие по католическому обряду // «Нескучный сад», 24 мая 2011
- His Grace Bishop Jerome of Manhattan on the Western Rite in the ROCOR // ROCOR Studies, 22 февраля 2013
  - О западном обряде в РПЦЗ // rocorstudies.org, 16 февраля 2018 года
- Епископ Иероним (Шо) о пути Русской Зарубежной Церкви и ее новом Первоиерархе // pravoslavie.ru, 16 сентября 2022